# アンドレアス・ユングダル
アンドレアス・クリストファー・ユングダル (Andreas Kristoffer Jungdal , 2002年2月24日 - )は、デンマークのプロサッカー選手。シンガポール出身。USクレモネーゼ所属。ポジションはGK。

## クラブ経歴
シンガポール出身。母国クラブのヴェイレBKのユースチームから、2019年7月にACミランのプリマヴェーラに入所。2020年にトップチームに昇格。10月26日のASローマ戦で初のベンチ入りが実現。2021年10月には2024年までの契約に合意した。
2023年1月10日、ブンデスリーガ (オーストリア)のSCラインドルフ・アルタッハへ6月30日までの期限付きレンタル移籍。
2023年8月10日、セリエBのUSクレモネーゼへ完全移籍が発表された。

## 代表歴
2018年から、各ユース世代のデンマーク代表に招集されている。